# David Wingate
David Grover Stacey Wingate Jr.  (n. 15 de diciembre de 1963, en Baltimore, Maryland) es un exjugador de baloncesto de los Estados Unidos, que jugó quince temporadas en la NBA. 

## Trayectoria deportiva
Wingate asistió como estudiante a la Universidad de Georgetown, siendo seleccionado en 44.º lugar del Draft de la NBA de 1986 por los Philadelphia 76ers. Wingate jugó en la NBA durante 15 años, desde 1986 hasta el 2001. Jugó por los 76ers, San Antonio Spurs, Washington Bullets, Charlotte Hornets, Seattle SuperSonics y los New York Knicks. Wingate se retiró con los Sonics en el 2001, luego de haber jugado 28 partidos en sus últimas 3 temporadas.